# Szent Márton-templom (Feldebrő)

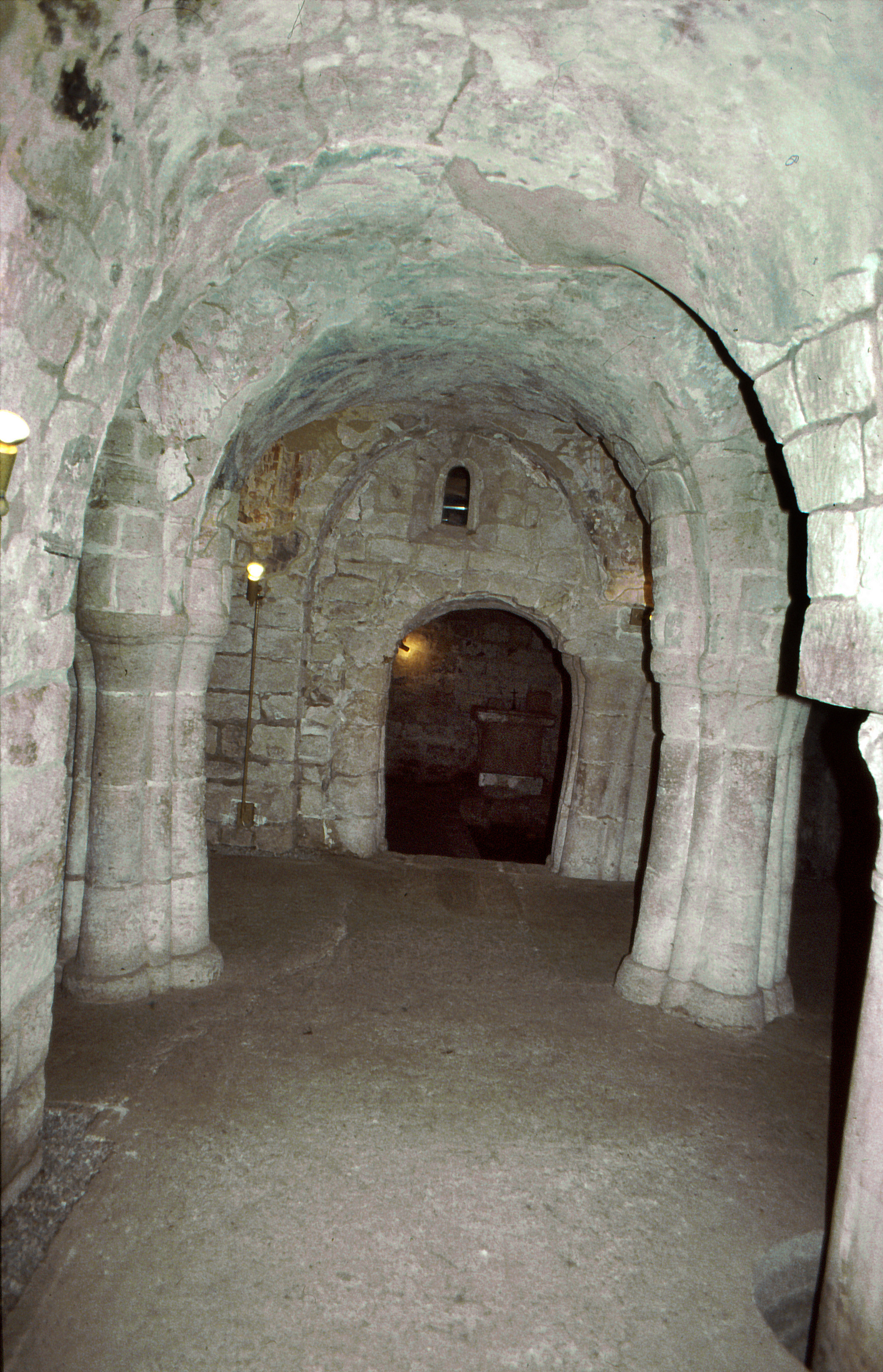
Feldebrő, XII. sz altemplom, a hazai kora középkori építészet egyik kimagasló, és ritka látnivalója

A feldebrői római katolikus plébániatemplom – eredeti formájában – és a nyugati és keleti kereszténység kultúráját ötvöző, egyedülálló építészeti kialakítású altemploma, Magyarország legrégebbi, különleges – 54 alakzatból álló – freskóival, Magyarország 11. századi, korai építészeti emlékeinek egyik legkiemelkedőbb műemléke. 
A település központjában található templom a Mátra déli részén megtelepülő Aba nemzetség temetkezési helyéül szolgáló sírtemplomnak készült.

## Története és leírása
Az eredeti templom a keleti, bizánci kereszténység centrális templomainak alaprajzi elrendezését követte. Az altemplom nyugat-európai mintára készült, ahol a halottkultusz XI. századi megerősödésével gyakori volt az altemplomépítés.

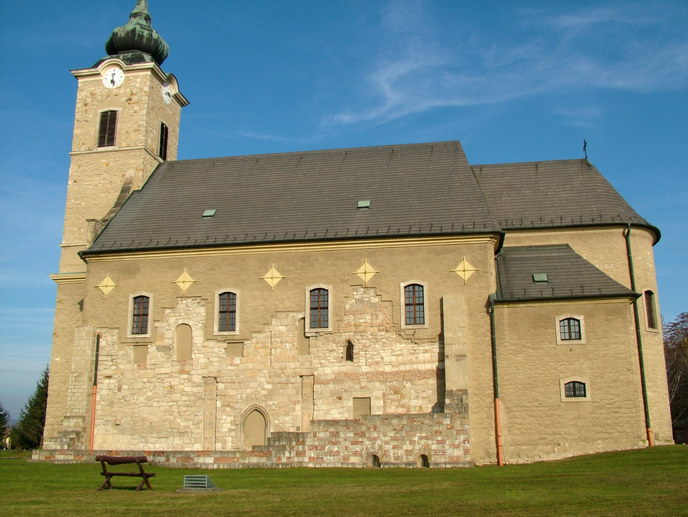
Szent Márton templom
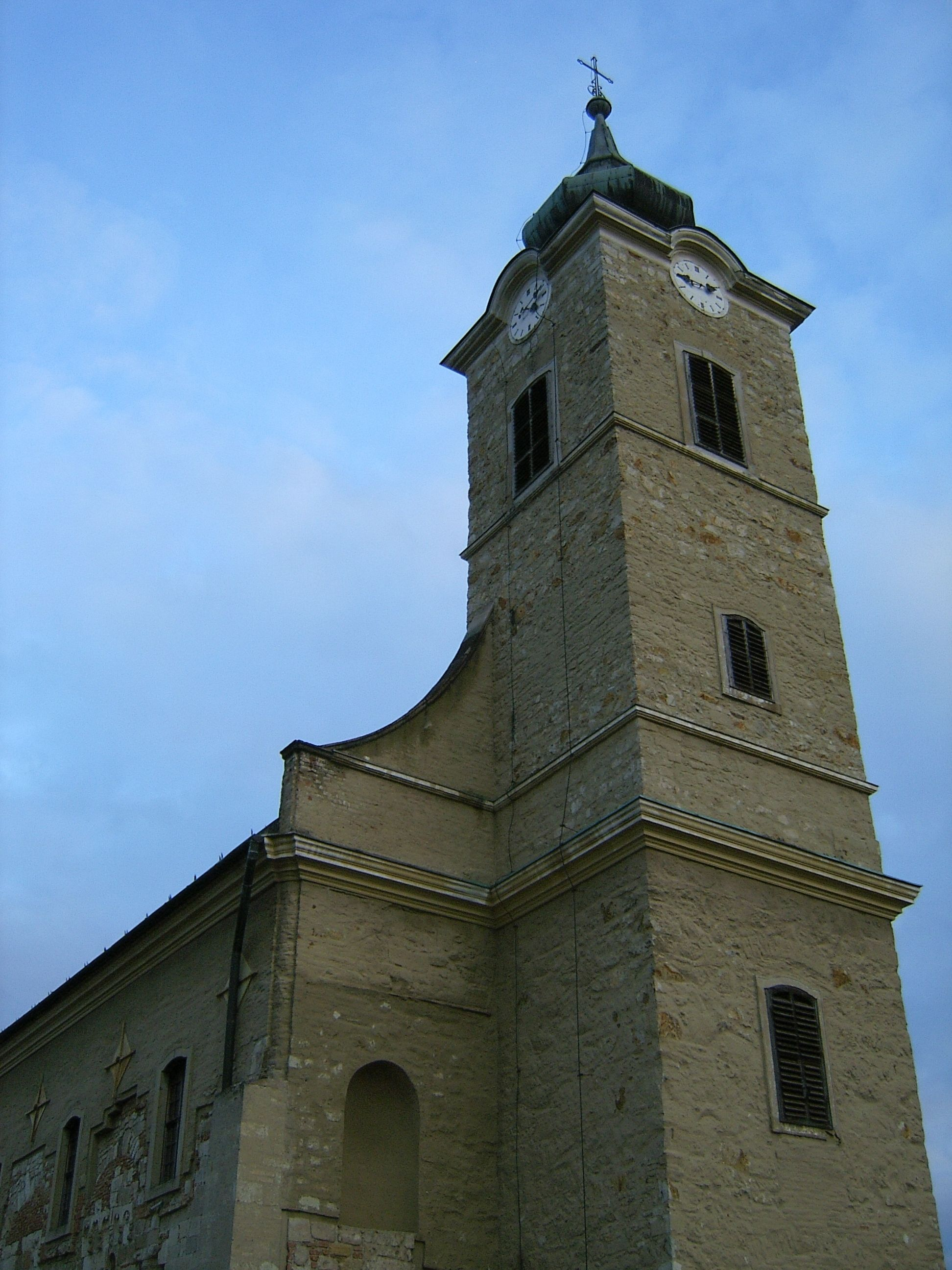
Feldebrői templom
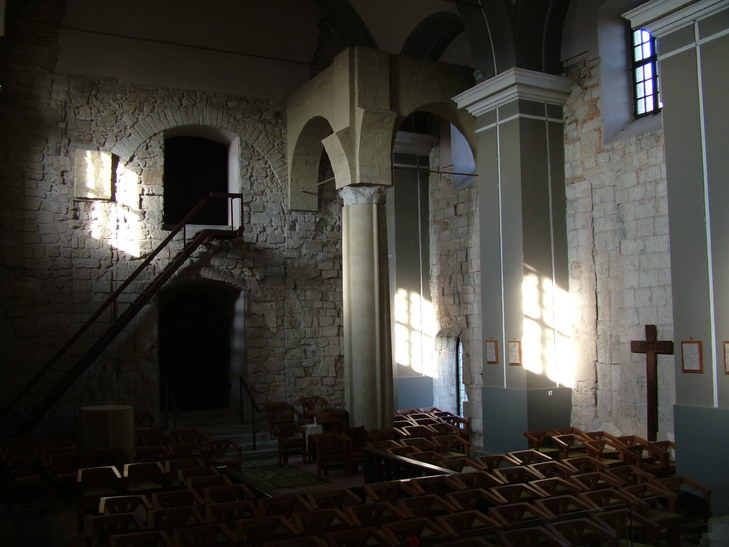
Szent Márton templom - belső
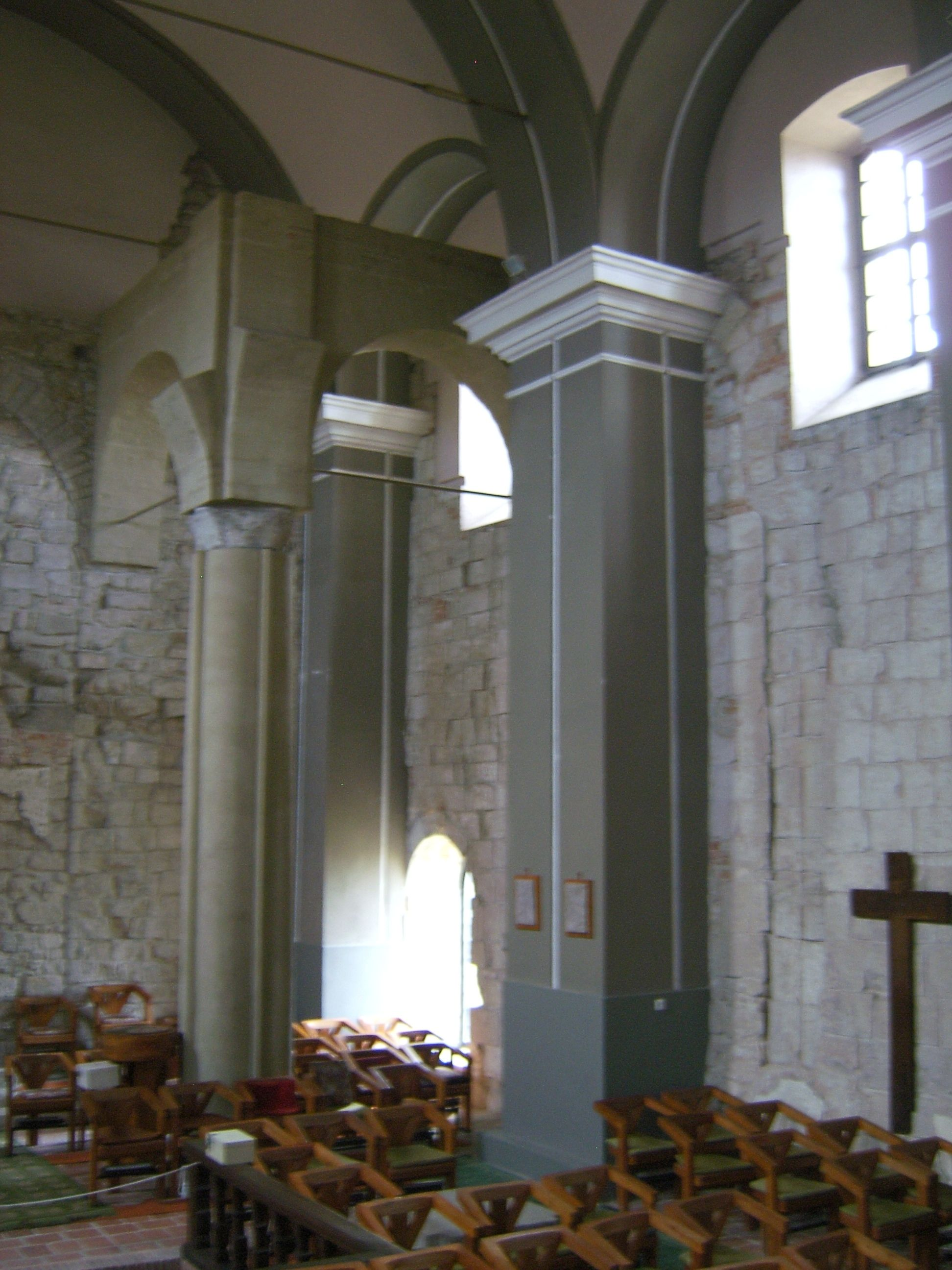
Feldebrői templom belső
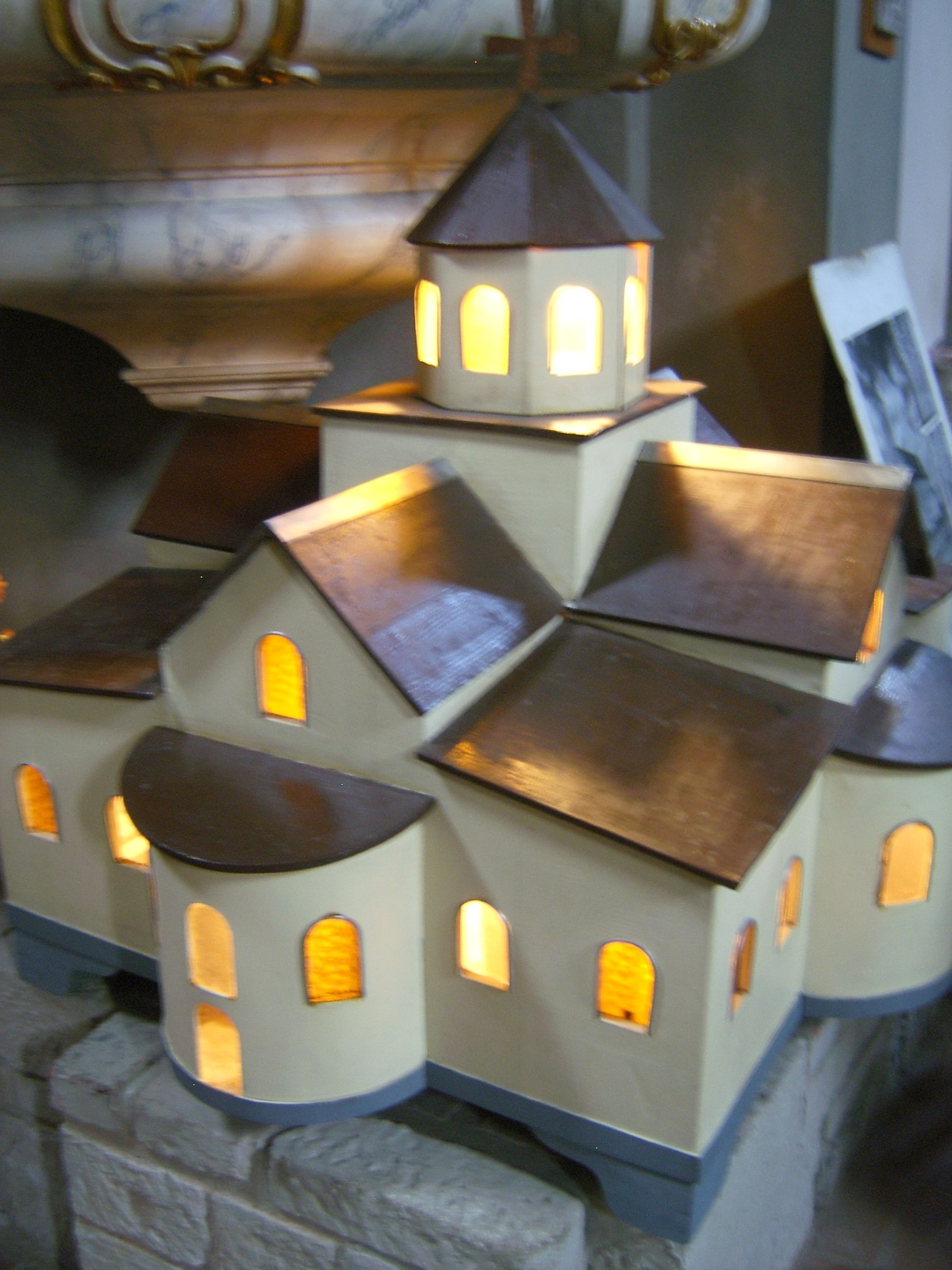
Feldebrői templom makettje

A feldebrői templom Európai jelentőségét az adja, hogy a honfoglalást követő évszázad történelmi viharaiban – amikor még nem dőlt el végérvényesen, hogy a magyarság a nyugati, avagy a keleti kereszténységet választja – olyan épület épült, amely ötvözi a keleti és a nyugati keresztény építészet elemeit.
A 11. században épült román stílusú templom és altemplom építéséről nincsenek írott emlékek. Györffy György kutatásai szerint a 14. században Debrő plébániatemploma a Szent Kereszt tiszteletére volt szentelve és mivel Szent Kereszt ereklyét I. István 1018 táján kapta, tehát csak ezt követően épültek így szentelt templomok. 
Az építtető királyi rangú személyiség lehetett, talán maga Aba Sámuel, aki uralkodása előtt építtette a templomot, majd halála után ide temették.
Az első 20x20 méter, négyzet alaprajzú templomból igen kevés maradt fenn. Az ásatások alapján ez román stílusú templom öthajós, centrális épület volt, középen toronnyal. A 12–13. század fordulóján átalakított templomot nevezik második templomnak, a korábbi öthajós templom ekkor háromhajós, az eredetileg centrális alaprajzú épület kereszt alakú lett.

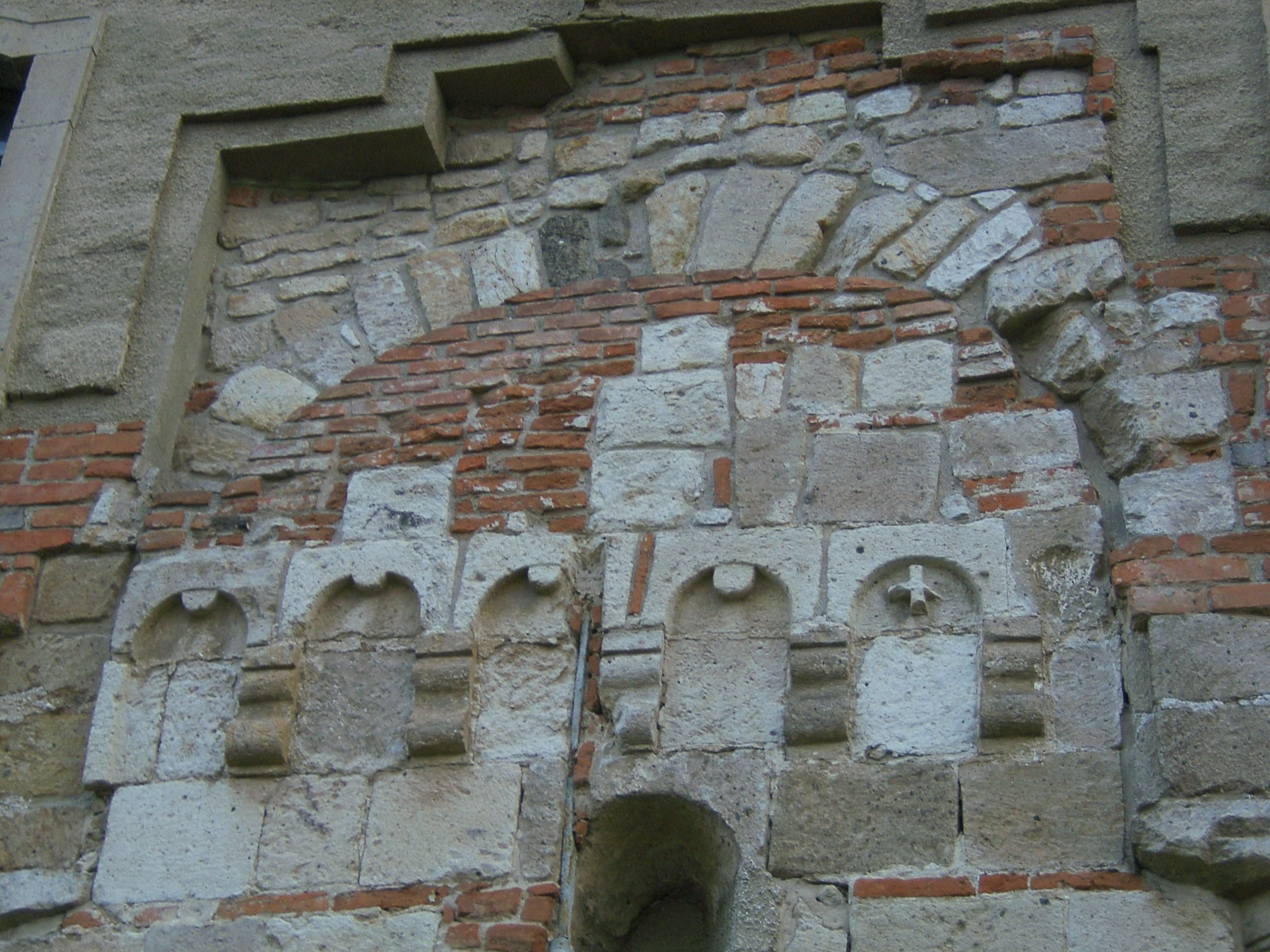
Feldebrői eredeti templom maradványa
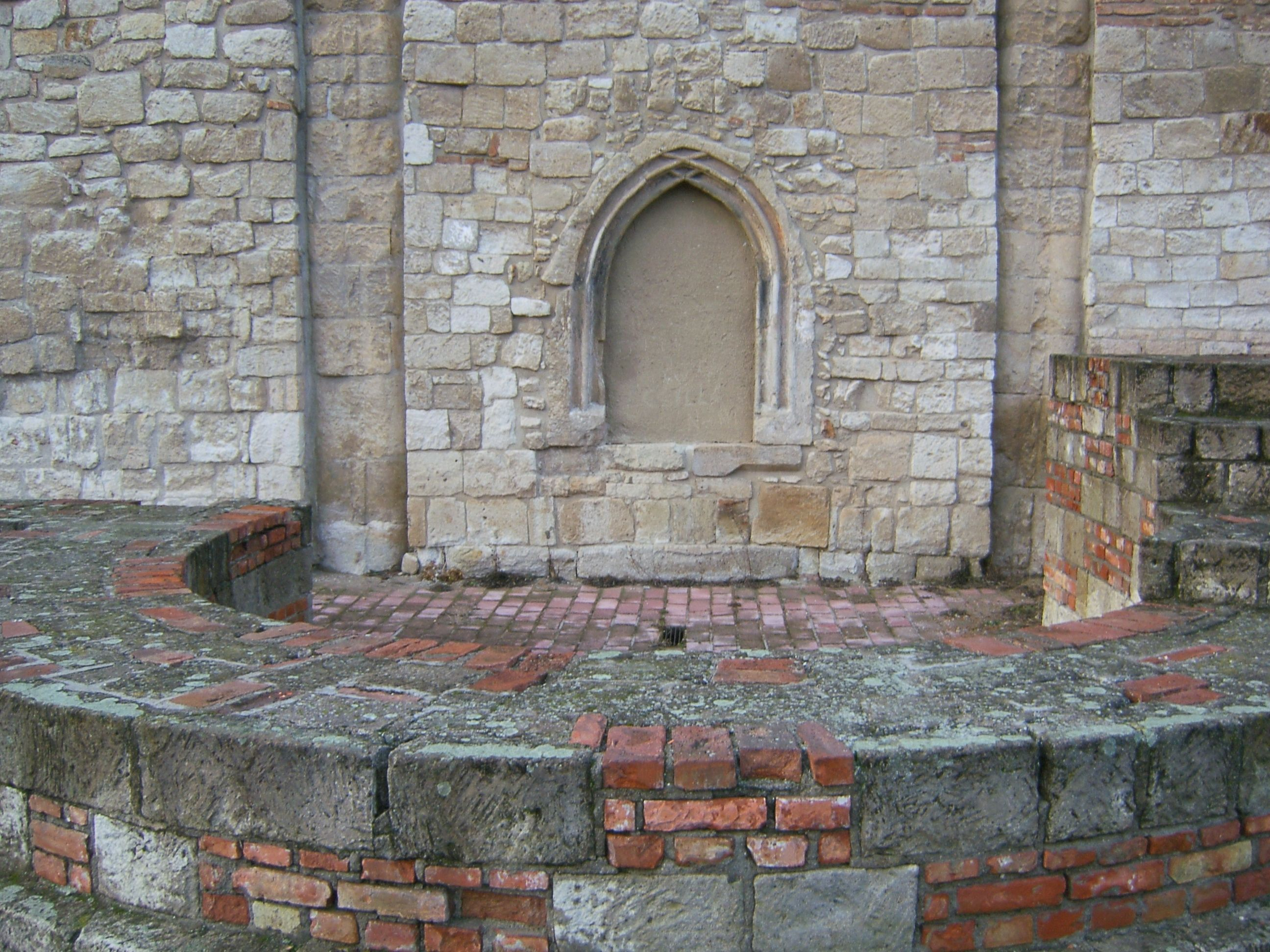
Feldebrői eredeti templom maradvány gótikus ablakkal
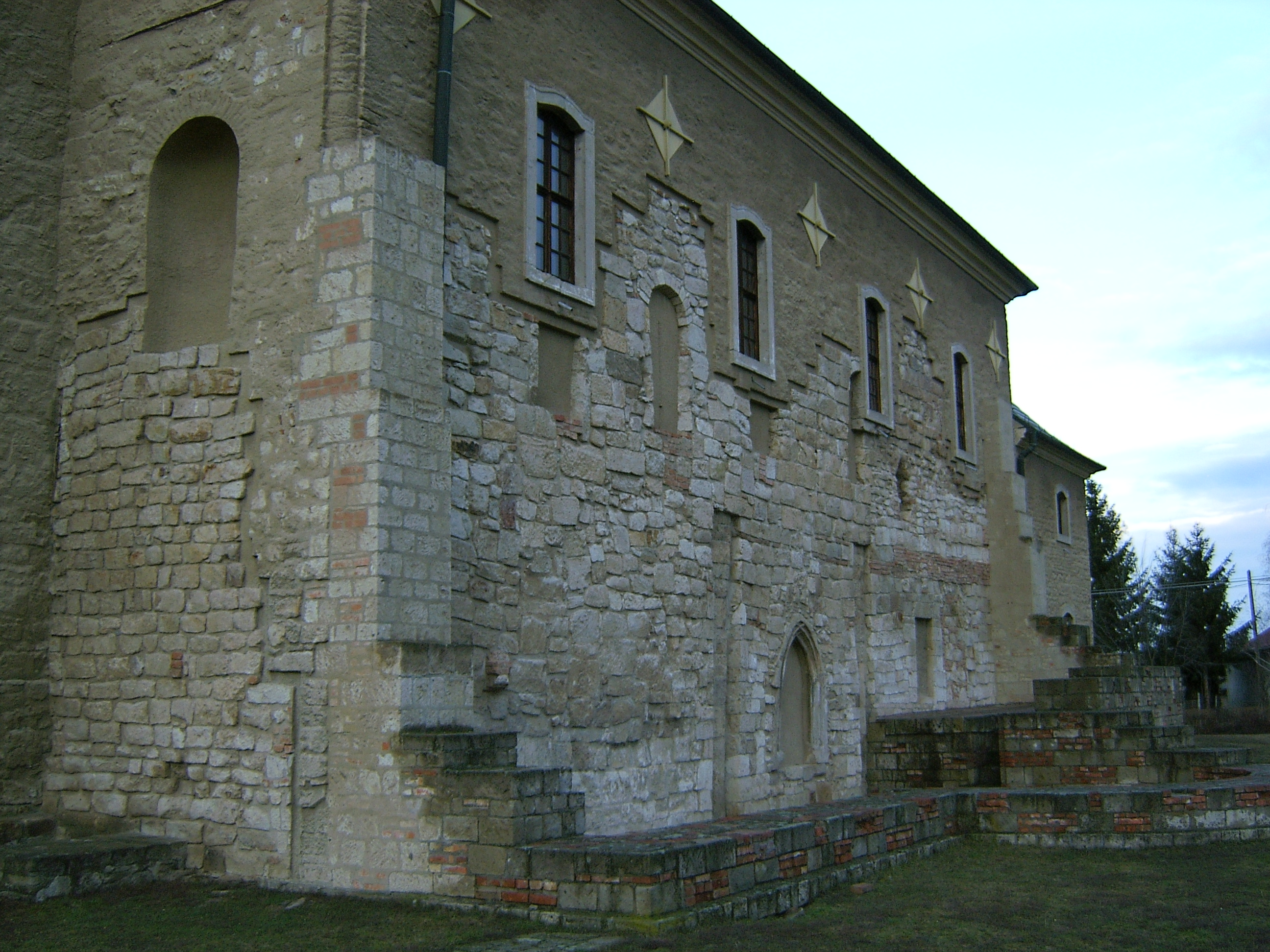
Stílusok keveredése Feldebrőn

A későbbi századok során többször átépítették, így a XV. Században is, amikor a templom déli homlokzatán gótikus ablakokat nyitottak. 1743-ban jelentős átépítést hajtottak végre a templomon, Grassalkovich Antal költségén. Ekkor falazták el az altemplomot és távolították el a templom közepének pillérsorát, így az ebből adódó statikai hibák és a mennyezet megrepedezése miatt 1785-ben ismét rekonstrukciót hajtottak végre az épületen. 1793-ban vihar tett kárt az épület tetőzetében.
Az 1870-es években Henszlmann Imre fedezte fel az altemplom középső szakaszát, falain a páratlan falfestményekkel. 
1897-ben Gerecze Péter kezdett ásatásokat, majd Lux Kálmán és Erdei Ferenc dolgozott a helyreállításokon.

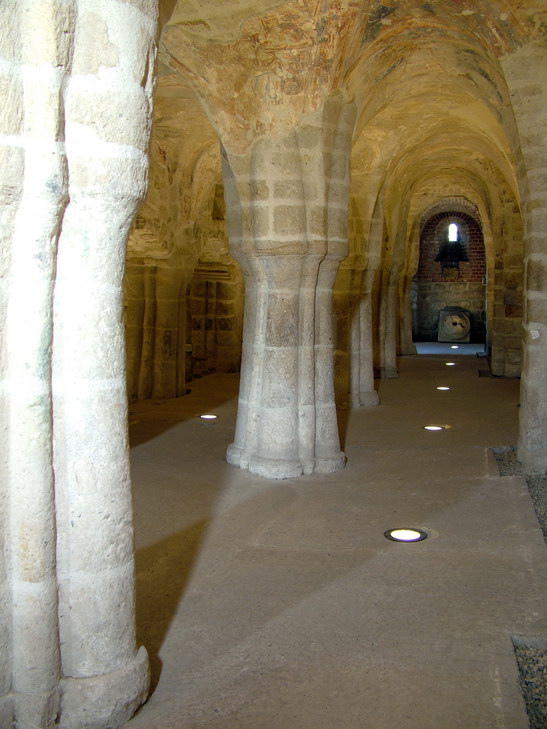
altemplom
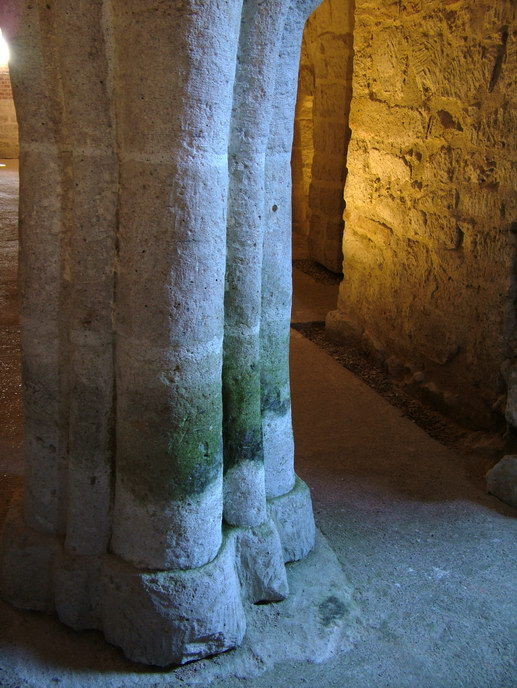
oszlop
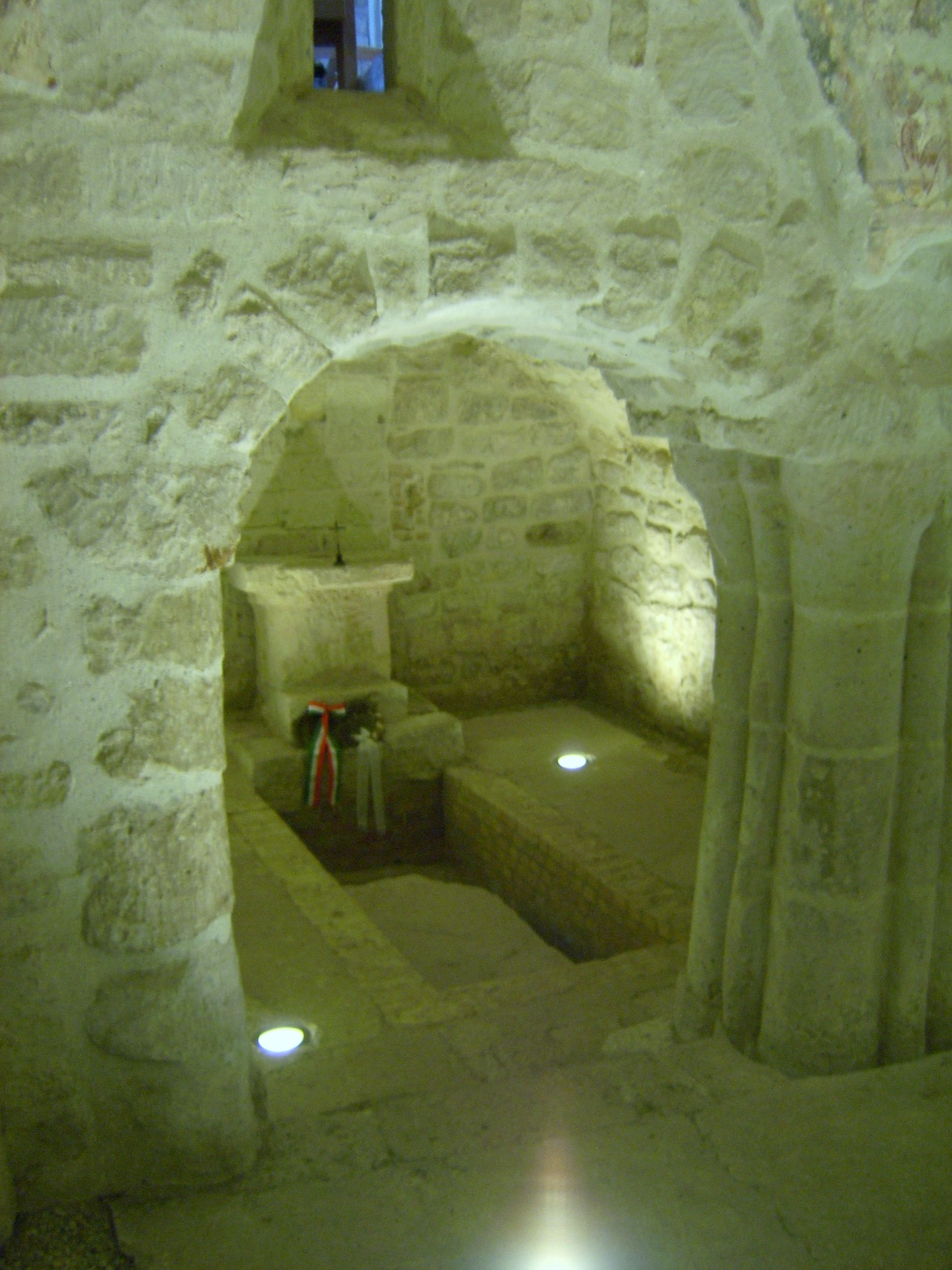
Feldebrői altemplom sírkamrája
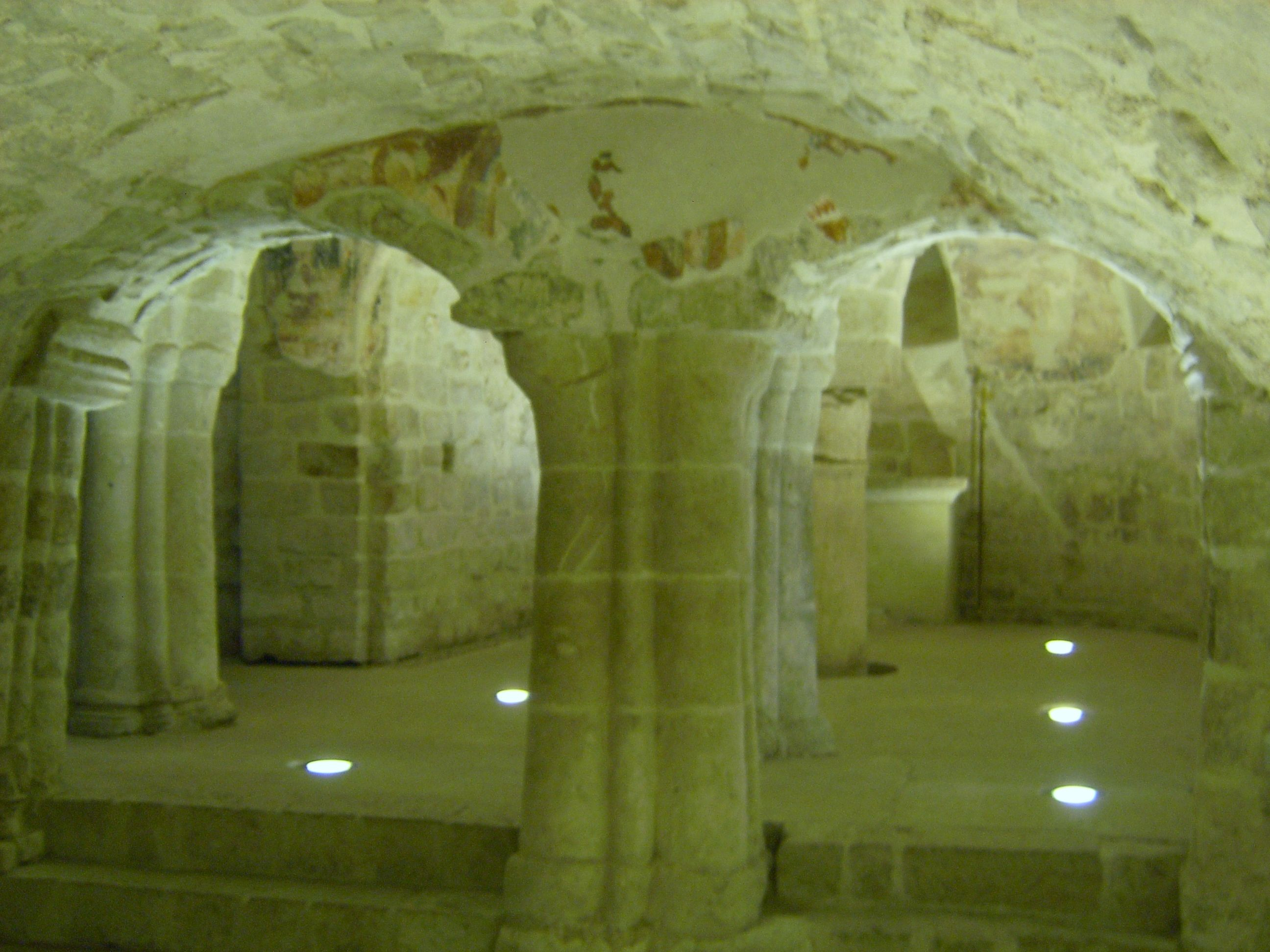
Feldebrői altemplom szentélye
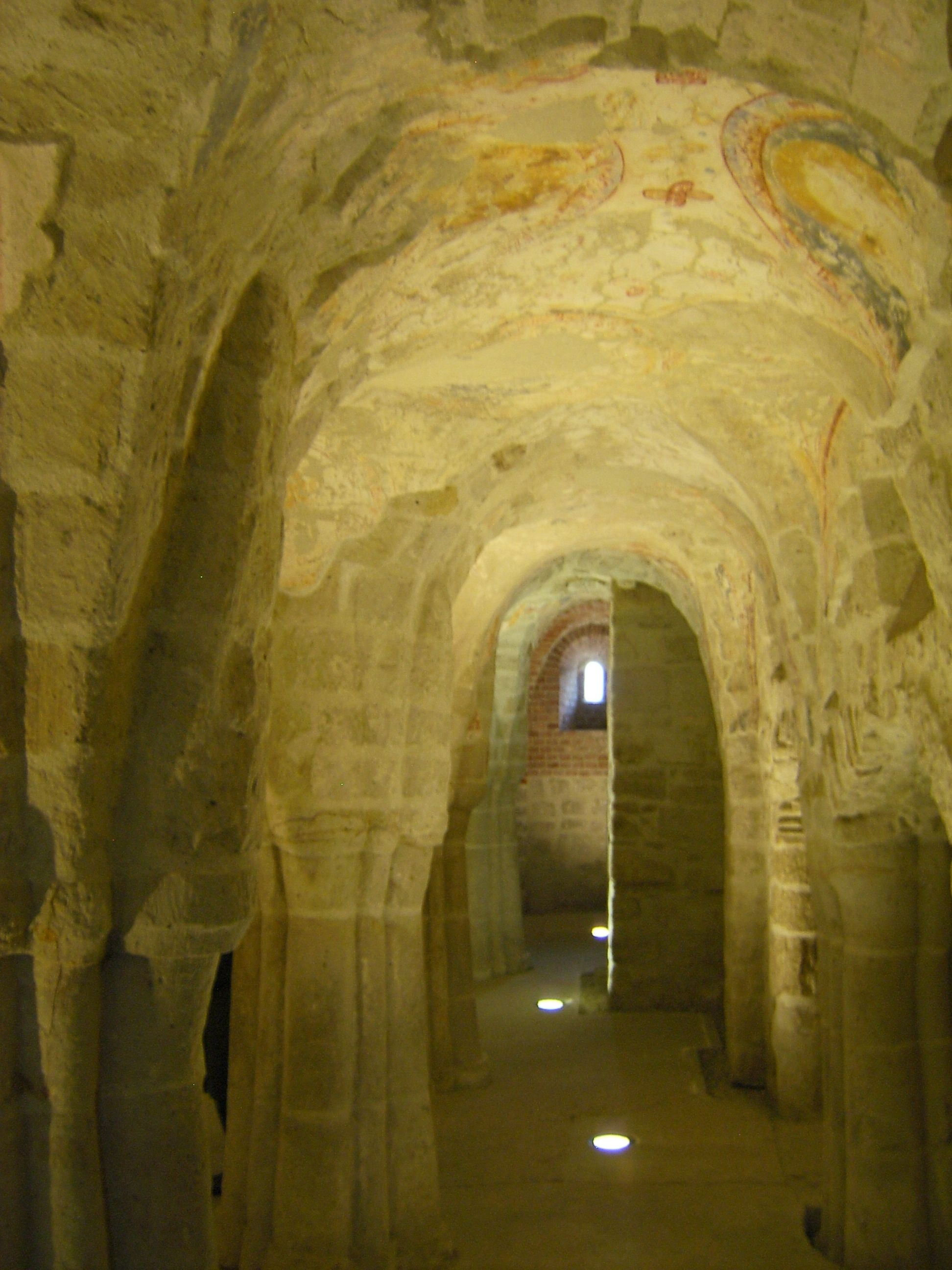
Feldebrői altemplom

Az altemplomba lépcsőn lehet lejutni. A húsz méter hosszú hajót szokatlan tagolású, zömök, kezdetlegesen faragott, erőteljes oszlopkötegek osztják ketté. Ezek tartják az épségben megmaradt kőboltozatot, amin a bizánci stílusú freskó maradványok láthatóak. Nyugatias vonásuk arról tanúskodik, hogy a bizáncias formavilág Itálián átszűrve jutott el Feldebrőre.
A kelet felé eső szentélyben Krisztus látható az evangélista szimbólumok és angyalok között, a hajóban próféták és apostolok, valamint Kain és Ábel jelenete lelhető fel.

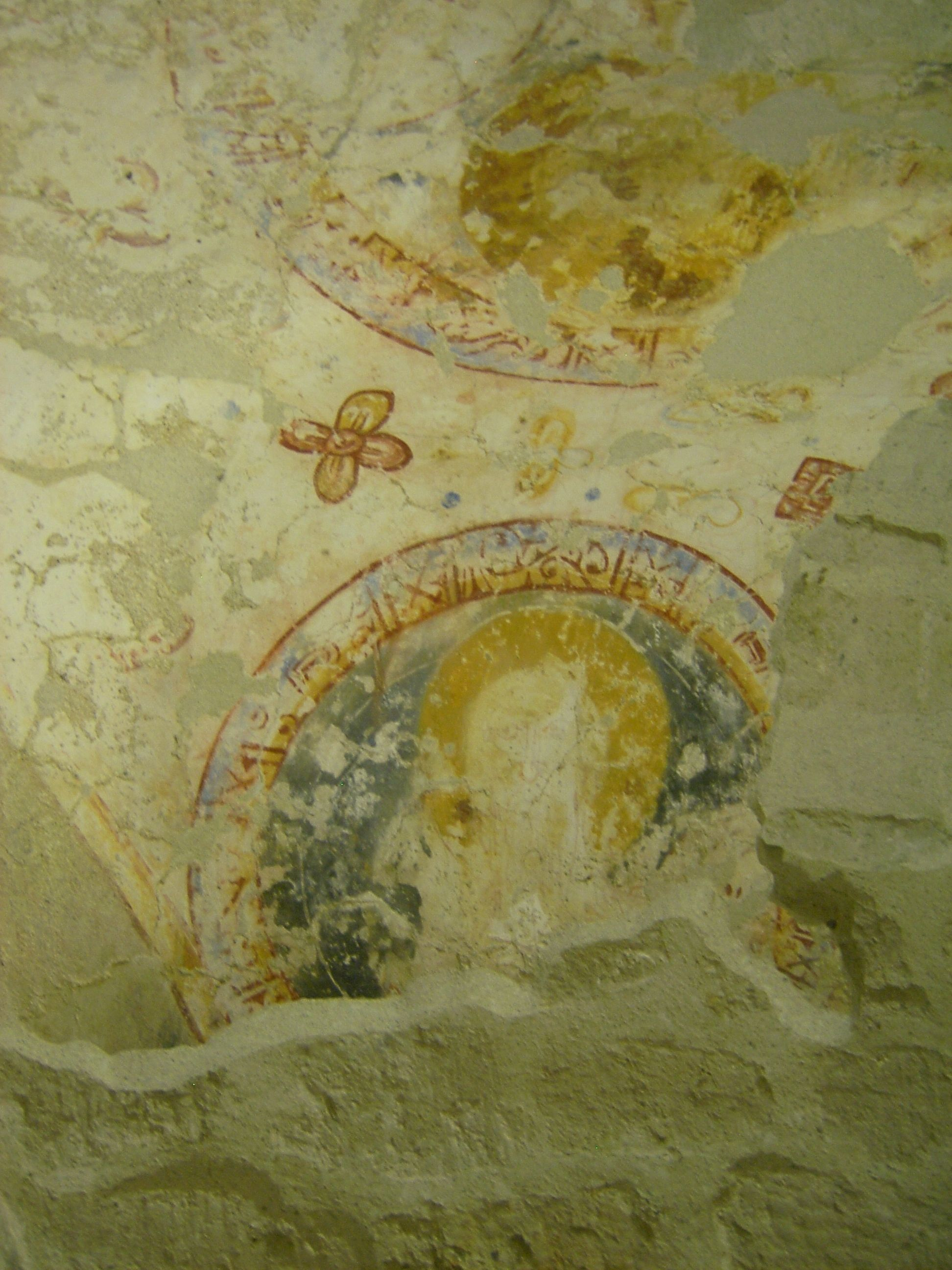
Feldebrői freskó - próféták, apostolok
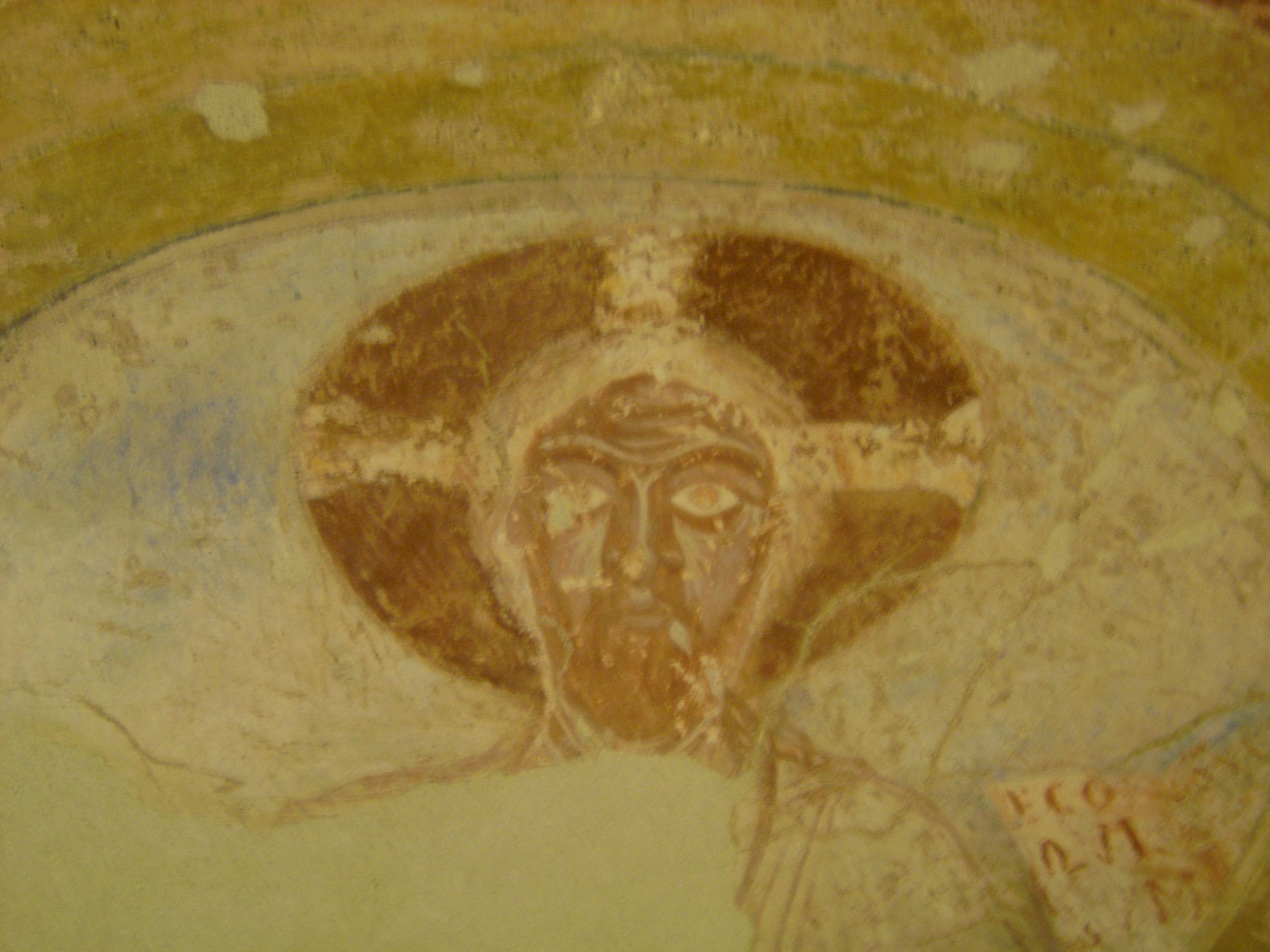
Feldebrői freskó - Krisztus
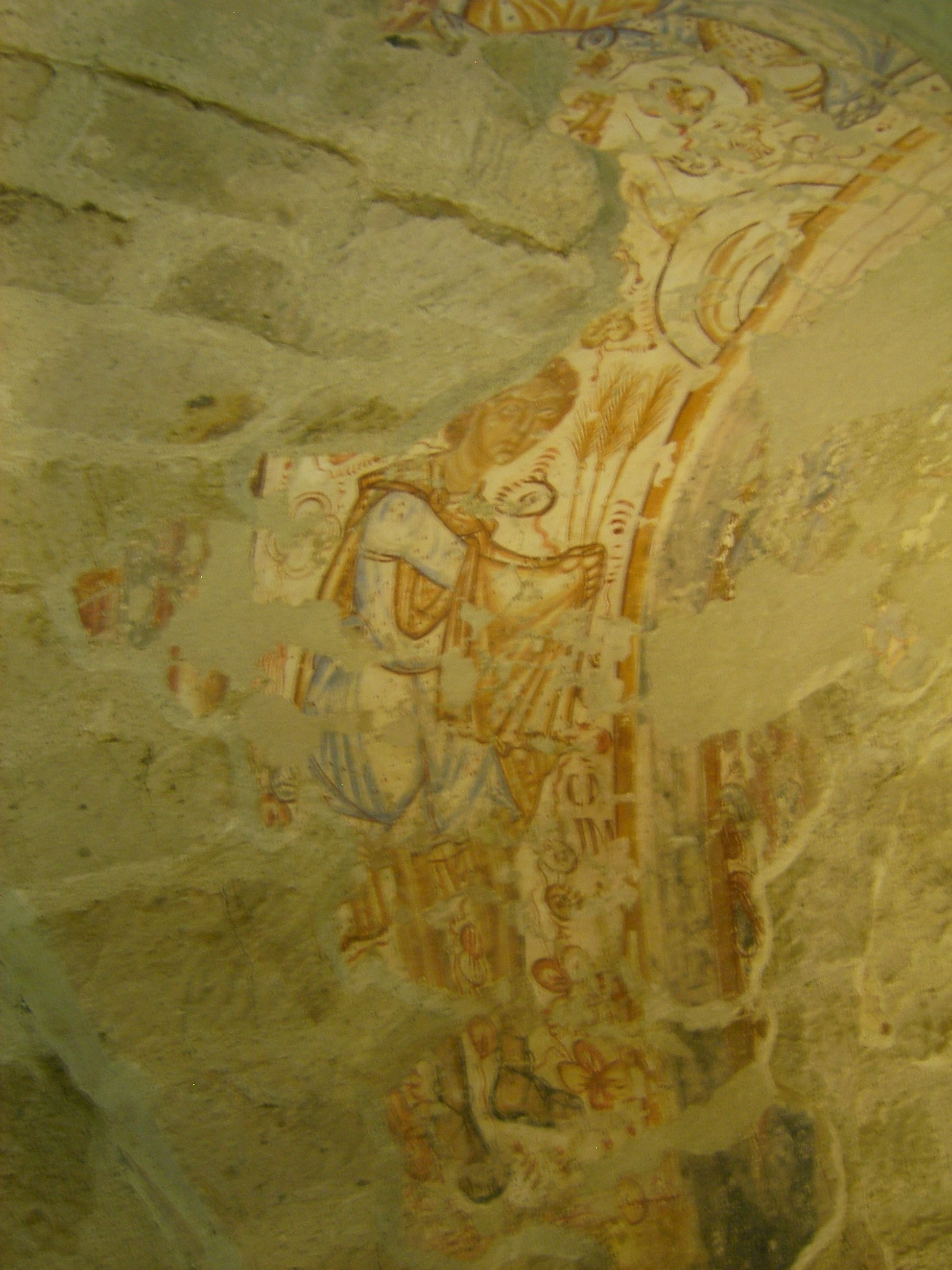
Feldebrői freskó - Káin és Ábel

Nyugati irányba sírkamra található, a sír végénél egy-egy oltár maradványait tárták fel.
A felső templommal kis ablakokkal van kapcsolatban.